# Гомес, Рикардо
Рика́рдо Го́мес Райму́ндо (порт.-браз. Ricardo Gomes Raimundo; 13 декабря 1964, Рио-де-Жанейро) — бразильский футболист, центральный защитник сборной Бразилии в 1980—1990-е годы, а также таких клубов, как «Флуминенсе», «Бенфика» и «Пари Сен-Жермен». В настоящее время работает тренером.

## Биография
В качестве игрока становился чемпионом всех трёх стран, в которых выступал — Бразилии, Португалии и Франции. Был частью легендарной команды «Флуминенсе» 1980-х годов, которая выиграла чемпионат Бразилии 1984 — титул, остающийся до сих пор единственным для «трёхцветных Кариоки».
С португальской «Бенфикой» Гомес дважды выигрывал первенство страны и доходил до финала Кубка европейских чемпионов. Затем последовал переход в «Пари Сен-Жермен», где Гомес стал частью ещё одной легендарной команды, которая была в авангарде европейского футбола в середине 1990-х годов. С парижским клубом Гомес выиграл чемпионат Франции 1993/94. В 1995 году вернулся в «Бенфику», где и завершил карьеру игрока.
В составе сборной Бразилии стал серебряным призёром Олимпийских игр 1988 года в Сеуле, также был участником чемпионата мира 1990 года и победителем Кубка Америки 1989 года.
Тренерскую карьеру начал в ПСЖ. Из тренерских достижений необходимо отметить успешные результаты в кубковых турнирах — во Франции он завоевал со своими командами 3 трофея, а в Бразилии — Кубок Северо-востока 1999 с «Виторией». В 2002—2004 годах Рикардо Гомес возглавлял Олимпийскую сборную Бразилии, с которой дошёл до финала Золотого кубка КОНКАКАФ, куда Бразилия была приглашена в качестве гостя.
В 2010 году, после поражения возглавляемого им «Сан-Паулу» от «Палмейраса» со счётом 0:2, Гомес получил микроинсульт и был госпитализирован. В 2011 году возглавлял «Васко да Гама», после чего длительное время оставался без работы. 22 июля 2015 года возглавил «Ботафого», с которым выиграл бразильскую Серию B.
13 августа 2016 года назначен главным тренером «Сан-Паулу». 23 ноября 2016 года, через 3 дня после домашнего поражения «Сан-Паулу» от «Шапекоэнсе» (0:2) в 36-м туре серии A 2016, был отправлен в отставку. Преемником Гомеса до конца сезона был назначен Пинтадо.

## Достижения

### Как игрок
- Чемпион Бразилии (1): 1984
- Чемпион Португалии (2): 1989, 1991
- Чемпион Франции (1): 1994
- Обладатель Кубка Португалии (1): 1996
- Обладатель Кубка Франции (2): 1993, 1995
  - Финалист Кубка чемпионов (1): 1990

### Как тренер
- Обладатель Кубка французской лиги (2): 1998, 2007
- Обладатель Кубка Франции (1): 1998
- Чемпион Серии B Бразилии (1): 2015
- Обладатель Кубка Северо-востока (1): 1999
- Чемпион штата Баия (1): 1999
- Обладатель Кубка Бразилии (1): 2011
- Финалист Золотого кубка КОНКАКАФ (1): 2003